# Polarimetar
Polarimetar je optički mjerni instrument kojim se mjeri kut zakretanja ravnine polarizacije zraka linearno polarizirane svjetlosti koje prolaze optički aktivnom tvari. Sastoji se od dvaju polarizatora, polarizatora i analizatora. Ako su polarizator i analizator ukriženi pod pravim kutom, kroz uređaj ne prolazi svjetlost. Kada se između njih stavi optički aktivna tvar, zakrenut će se u njoj ravnina polarizacije i svjetlost će proći kroz analizator. Zakretanjem analizatora do položaja u kojem svjetlost ponovno ne prolazi kroz polarimetar određuje se kut zakretanja ravnine polarizacije svjetlosti. Budući da zakretanje ovisi o koncentraciji otopine, može se mjerenjem kuta zakretanja odrediti koncentracija optički aktivne tvari u otopini. Polarimetar koji služi za određivanje koncentracije šećera u otopini naziva se saharometar.

## Primjer zakretanje ravnine polarizacije
Između ukriženih polarizatora i analizatora stavi se ploča od kvarca, debela nekoliko milimetara i brušena okomito na kristalnu os. Upotrebljena svjetlost neka je monokromatska, to jest jednobojna, na primjer crvena. Ako su dvije Nicolove prizme, koje služe kao polarizatori, zakrenute za pravi kut, svjetlost polarizirana u prvoj kroz drugu ne prolazi. No to se mijenja čim između njih stavimo kvarc. Da bi svjetlost opet utrnula, moramo analizator zakrenuti za neki kut. To znači da se prolazom kroz kvarc ravnina polarizacije svjetlosti koja je izašla iz polarizatora zakrenula za neki kut. Umetnemo li još jednu kvarcovu ploču iste debljine, zakret ravnine polarizacije bit će dvostruko veći. Zakret ravnine polarizacije je dakle razmjeran s debljinom kvarcove ploče. 
Upotrijebimo li umjesto crvene svjetlosti zelenu, zakret će isto tako biti veći. Općenito će kod svjetlosti kraćih valnih duljina zakretanje ravnine polarizacije biti veće. Osim kvarca i neke organske tvari u kristalnom stanju ili njihove otopine zakreću ravninu polarizacije. Tvari koje zakreću ravninu polarizacije zovu se optički aktivne tvari. Zakret je razmjeran količini otopljene tvari pa se iz iznosa zakretanja može odrediti postotak sadržaja, na primjer šećera u nekoj otopini. Polarimetrima se tako služe za određivanje koncentracije otopina u prehrambenoj tehnologiji,  kemiji, biologiji i medicini.